# Der Ägypter und die Frau der Kreuzritter

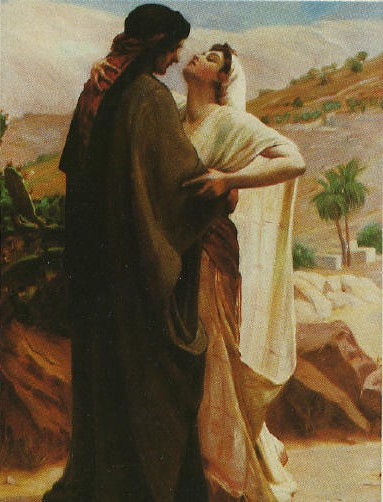
Der Ägypter und die Frau der Kreuzritter sind in Liebe vereint. Gemälde von Frederick Goodall.

Der Ägypter und die Frau der Kreuzritter, bzw. Der Oberägypter und die Fränkin, ist eine Liebesgeschichte aus den Geschichten aus Tausendundeiner Nacht. In der Arabian Nights Encyclopedia wird sie als ANE 234 gelistet.
In der Kurzgeschichte treibt ein ägyptischer Muslim Handel in der Kreuzfahrerstadt Akkon, wo er eine schöne Christin trifft. Sie verlieben sich, als der Krieg über das Land hereinbricht und sie zunächst wieder voneinander trennt.
Die Geschichte spielt zeitlich während der Kreuzzüge in den Jahren vor und nach dem Jahr 1187, in dem der legendäre Sultan Saladin die Kreuzritter in der Schlacht von Hattin besiegte, die Stadt Jerusalem für die Muslime zurückeroberte und weite Teile des Königreich Jerusalem einnahm. Saladin tritt ebenfalls als Figur in der Geschichte auf.

## Handlung
Emir Schudscha al-Din Muhammad, der Statthalter von Ägypten berichtete, dass er einst im Hause eines alten Mannes aus Oberägypten übernachtete und dort bewirtet wurde Trotz seines hohen Alters hatte er kleine Kinder, die noch dazu wesentlich hellhäutiger als er selbst waren. Der Mann erklärte, dass die Kinder Tochter einer christlichen Europäerin waren. Daraufhin erzählte der Alte die Geschichte.
Der Alte war ein Flachsbauer gewesen. Auf Anraten der Leute entschied er sich seinen Flachs in der damals von den Kreuzfahrern beherrschten Stadt Akkon in Palästina zu verkaufen. So ging er nach Akkon um zu handeln und begegnete dabei eine schöne christliche Europäerin. Die beiden fanden einander anziehend und trafen sich mehrmals, doch jedes Mal lehnte der Mann es ab, ihr nahezukommen und Unzucht zu begehen. Als der Waffenstillstand zwischen dem Königreich Jerusalem und den Muslimen unter Führung von Sultan Saladin endete, ging der Mann aus Akkon fort nach Damaskus, wo er später in den Handel mit Sklavinnen einstieg. Drei Jahre blieb der Oberägypter in Damaskus, als es zu den Ereignissen des Jahres 1187 kam, bei denen Saladin die Kreuzritter in der Schlacht von Hattin besiegte und Jerusalem und Akkon zurückeroberte.
Eines Tages kam ein Mann zu dem Oberägypter und kaufte eine Sklavin für einhundert Dinare für Sultan Saladin. Da er nur 90 Dinare in bar hatte, ließ Saladin ihn für die anderen zehn Dinare stattdessen sich eine der kriegsgefangenen Frauen aussuchen. Als man den Mann in das Gefängnis führte, wo die Frauen waren, erkannte er unter ihnen auch die europäische Christin, zu der er einst in Liebe entbrannt war, und nahm sie als Sklavin zu sich. Durch die Kriegsgefangenschaft war die Ehe der Frau zu einem Ritter aufgelöst, und sie entschied in Gegenwart ihres früheren Geliebten nun zum Islam zu konvertieren. Daraufhin ließ der Oberägypter die Frau frei und sie heirateten nach islamischer Sitte. In der Hochzeitsnacht schwängerte er sie.
Doch zwischen Saladin und dem König der Kreuzritter wurde ein Vertrag ausgehandelt und alle Kriegsgefangenen zurückgegeben; so forderten die Kreuzritter auch die Frau des Oberägypters. Daraufhin gingen beide zu Saladin und dem Kreuzritterkönig und die Frau erklärte, dass sie Muslimin geworden und von ihrem Mann schwanger war. Daraufhin durfte sie bei ihrem Mann bleiben.

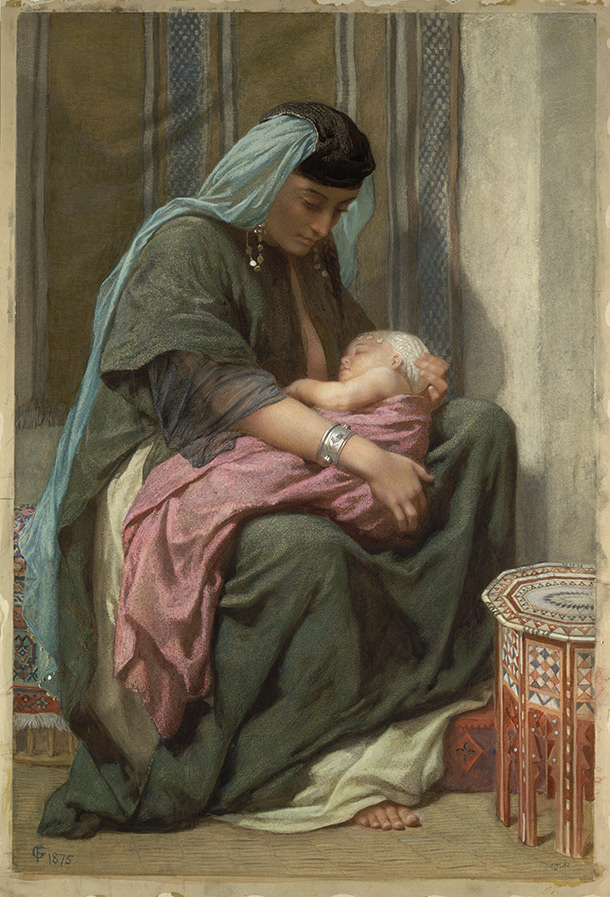
Die Frau der Kreuzritter und eines ihrer Kinder. Orientalismus-Gemälde von Frederick Goodall.

Der Oberägypter beendete seine Geschichte gegenüber dem Emir Schudscha al-Din Muhammad und erklärte ihm, dass die anwesenden Kinder jene waren, die sie ihm geboren hatte. Seine Ehefrau, die christliche Europäerin, war ebenfalls im Haus und hatte dem Emir sein Gastmahl zubereitet.

## Hintergrund

### Textquelle
Die Geschichte ist in den ägyptischen Manuskripten und den frühen arabischen Druckfassungen von Tausendundeine Nacht enthalten. Auf die Kalkutta-II-Edition griffen Richard Francis Burton und Enno Littmann zurück.

### Rezeption
Außerhalb von Tausendundeine-Nacht-Kontexten findet sich die Geschichte in der arabischen Literatur im Kitâb Matâli‘ al-budûr von al-Ghuzuli (gest. 1412), im Thamarât al-awrâq von Ibn Hidscha al-Hamawi (gest. 1434) und in I'lam al-Nas von al-Itlidi (17. Jahrhundert).

### Wissenswertes
Der Ausdruck „Franke“ war für die muslimischen Araber ein Synonym für die christlichen Europäer, die mit den Kreuzzügen in den Nahen Osten kamen.

## Ausgaben
- Enno Littmann: Die Erzählungen aus den tausendundein Nächten, Insel Verlag, Frankfurt 1968 (Erstausgabe 1922–1928), 6 Bände (Kalkutta-II-Edition), Band 5, S. 758–764.
- Joseph-Charles Mardrus: The Book of the Thousand Nights and One Nights, Routledge, 4 Bände, London und New York 1989 (englisch), Band 3, S. 108–113.